# سن-گوبن، فرانسه
سنت-گوبین (به فرانسوی: Saint-Gobain) یک کمون (فرانسه) در فرانسه است که در ان (ا-دو-فرانس) واقع شده‌است. سنت-گوبین ۲۹٫۷۳ کیلومتر مربع مساحت دارد ۲۰۰ متر بالاتر از سطح دریا واقع شده‌است.